# 15258 Alfilipenko
15258 Alfilipenko è un asteroide della fascia principale. Scoperto nel 1990, presenta un'orbita caratterizzata da un semiasse maggiore pari a 3,2287947 UA e da un'eccentricità di 0,1727313, inclinata di 6,76607° rispetto all'eclittica.